# Mistrovství Evropy ve fotbale 2024 – finále
Finále Mistrovství Evropy ve fotbale 2024 se konalo 14. července 2024 a začalo v 21:00. Šlo o poslední zápas turnaje.

## Místo konání
Finále se konalo na Olympiastadioně v Berlíně, který měl v době finále 5 hvězd hodnocení UEFA.

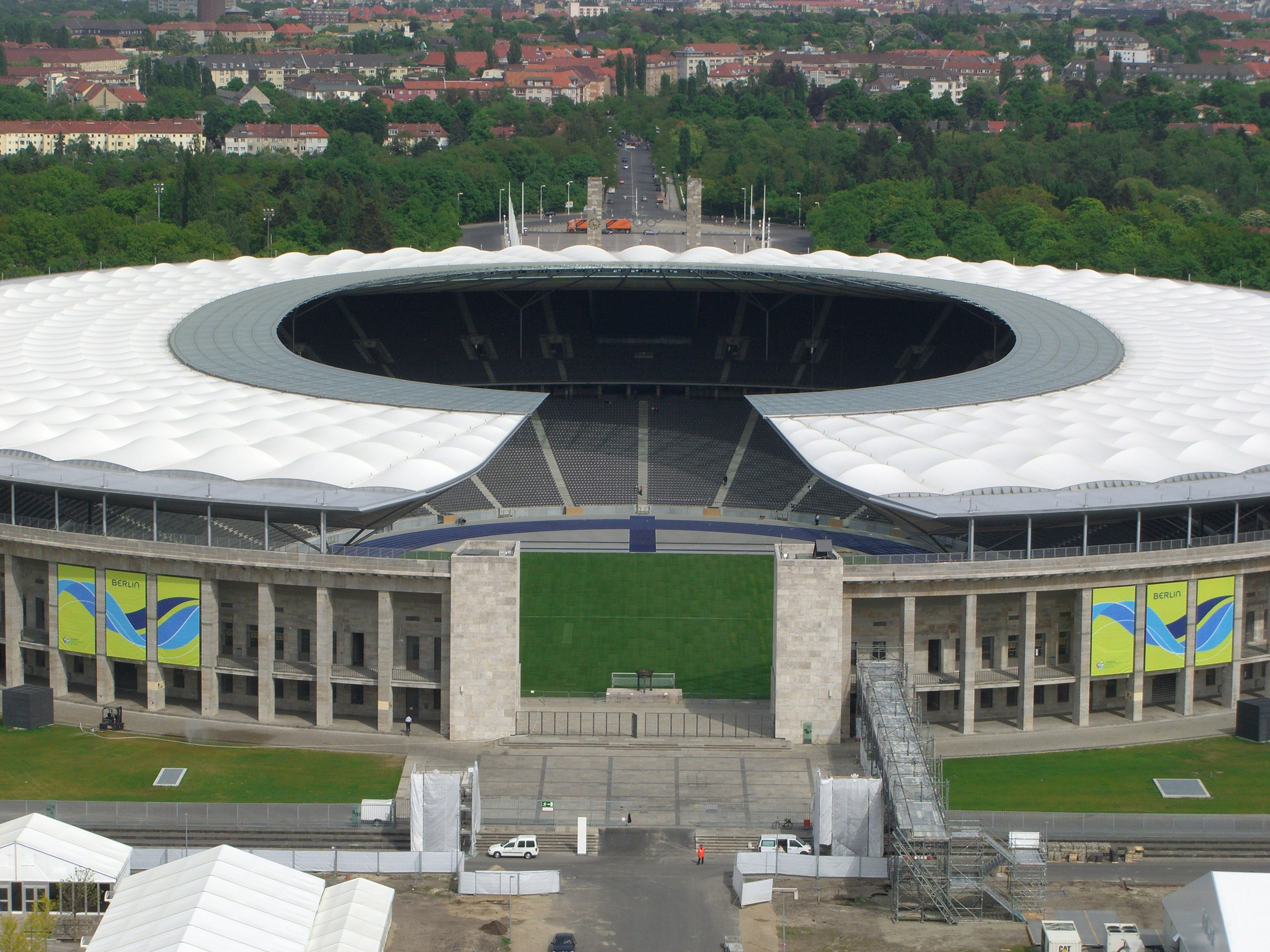
Místo konání

## Cesta do finále
| Tým        | Z | B |
| ---------- | - | - |
| Španělsko  | 3 | 9 |
| Itálie     | 3 | 4 |
| Chorvatsko | 3 | 2 |
| Albánie    | 3 | 1 |

| Tým       | Z | B |
| --------- | - | - |
| Anglie    | 3 | 5 |
| Dánsko    | 3 | 3 |
| Slovinsko | 3 | 3 |
| Srbsko    | 3 | 2 |

## Finále
| 14. července 2024 21:00    |       |            |                                                                   |
| Španělsko                  | 2 : 1 | Anglie     | Olympiastadion, Berlín diváci: 65 600 rozhodčí: François Letexier |
| Williams 47' Oyarzabal 86' |       | 73' Palmer | Olympiastadion, Berlín diváci: 65 600 rozhodčí: François Letexier |

| Španělsko | Anglie |

| BR                | 23 | Unai Simón        |     |     |
| PO                | 2  | Dani Carvajal     |     |     |
| SO                | 3  | Robin Le Normand  |     | 83' |
| SO                | 14 | Aymeric Laporte   |     |     |
| LO                | 24 | Marc Cucurella    |     |     |
| SZ                | 16 | Rodri             |     | 46' |
| SZ                | 8  | Fabián Ruiz       |     |     |
| PK                | 19 | Lamine Yamal      |     | 89' |
| OZ                | 10 | Dani Olmo         | 31' |     |
| LK                | 17 | Nico Williams     |     |     |
| SÚ                | 7  | Álvaro Morata (c) |     | 68' |
| Nahrazující:      |    |                   |     |     |
| ZÁ                | 18 | Martín Zubimendi  |     | 46' |
| ÚT                | 21 | Mikel Oyarzabal   |     | 68' |
| OB                | 4  | Nacho Fernández   |     | 83' |
| ZÁ                | 6  | Mikel Merino      |     | 89' |
| Trenér:           |    |                   |     |     |
| Luis de la Fuente |    |                   |     |     |

| BR               | 1  | Jordan Pickford |       |     |
| SO               | 2  | Kyle Walker     |       |     |
| SO               | 5  | John Stones     | 53'   |     |
| SO               | 6  | Marc Guéhi      |       |     |
| PZ               | 7  | Bukayo Saka     |       |     |
| SZ               | 26 | Kobbie Mainoo   |       | 70' |
| SZ               | 4  | Declan Rice     |       |     |
| LZ               | 3  | Luke Shaw       |       |     |
| OZ               | 11 | Phil Foden      |       | 89' |
| OZ               | 10 | Jude Bellingham |       |     |
| SÚ               | 9  | Harry Kane (c)  | 25'   | 61' |
| Nahrazující:     |    |                 |       |     |
| ÚT               | 19 | Ollie Watkins   | 90+1' | 61' |
| ZÁ               | 24 | Cole Palmer     |       | 70' |
| ÚT               | 17 | Ivan Toney      |       | 89' |
| Trenér:          |    |                 |       |     |
| Gareth Southgate |    |                 |       |     |

| Muž zápasu: Nico Williams Asistenti rozhodčího: Cyril Mugnier Mehdi Rahmouni Čtvrtý rozhodčí: Szymon Marciniak Náhradní rozhodčí: Tomasz Listkiewicz Videorozhodčí: Jérôme Brisard Asistenti videorozhodčího: Willy Delajod Massimiliano Irrati |